# Thomas Kyd

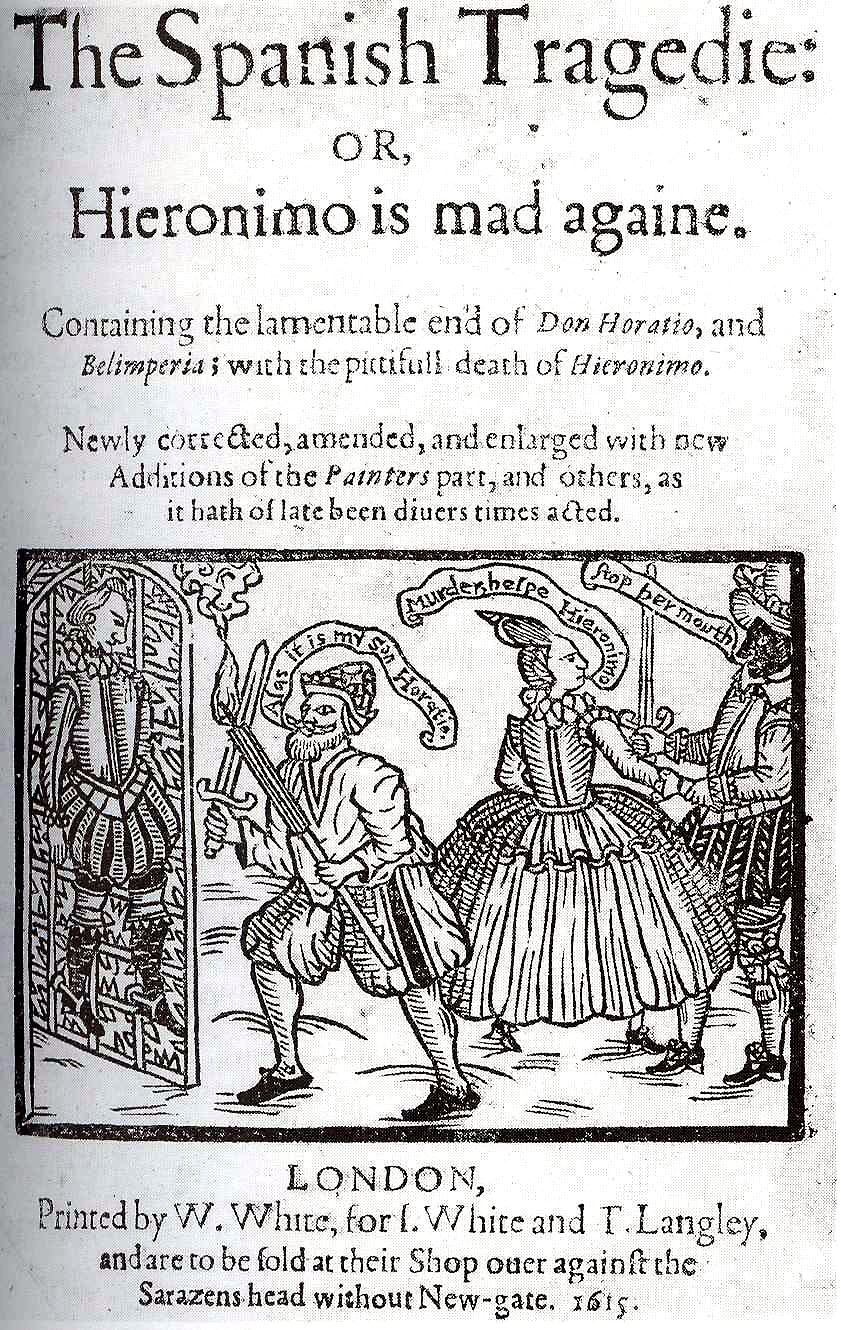
Pierwsza strona Tragedii hiszpańskiej

Thomas Kyd (ur. 3 listopada 1558, zm. 16 lipca 1594) – angielski dramaturg, autor Tragedii hiszpańskiej, jeden z najważniejszych pisarzy epoki teatru elżbietańskiego.

## Życiorys
Przez długi czas niewiele było wiadomo o Kydzie. Dopiero w 1773 r. Thomas Hawkins, jeden z pierwszych redaktorów Tragedii hiszpańskiej, odkrył, że Kyd został podany jako jej autor przez Thomasa Heywooda, autora dzieła An Apology for Actors (Obrona aktorów). Ale dopiero sto lat później niemieccy i angielscy uczeni zaczęli dostarczać więcej informacji dotyczących życia i twórczości Kyda. Kyd urodził się w 1558 roku. Jego rodzicami byli urzędowy protokolant Francis Kyd i jego żona Ann (albo Agnes). Uczył się w nowo otwartej Merchant Taylors' School. Najprawdopodobniej nie miał wykształcenia uniwersyteckiego. Przypuszczalnie bezpośrednio po ukończeniu szkoły zaczął praktykę w zawodzie ojca. Był jednak oczytany w literaturze łacińskiej.
Był twórcą dramatu okrucieństwa (tragedii zemsty). Inspirację czerpał przede wszystkim z twórczości Seneki.
W maju 1593 roku Thomas Kyd, jako bliski znajomy Christophera Marlowe'a, został aresztowany i oskarżony o obrazę uczuć religijnych. Poddany torturom, próbował się bronić, zrzucając winę na towarzysza. Po śmierci Marlowe'a w gospodzie w Deptford, został zwolniony z więzienia. Złamany fizycznie i psychicznie, zmarł w nędzy.

## Twórczość
Kydowi jest przypisywane autorstwo sztuki zwanej Pra-Hamlet (lub z niemiecka Ur-Hamlet), wystawianej w Londynie w latach 80. XVI wieku, która miała być inspiracją dla Williama Szekspira przy tworzeniu Hamleta. Nie zostało to jednak do dziś ostatecznie zweryfikowane przez historyków kultury, ponieważ tekst pierwotnej sztuki zaginął.
Tragedia hiszpańska Kyda jest ważna z historyczno-rozwojowego punktu widzenia, ponieważ stanowiła wzór dla wszystkich późniejszych dramatów elżbietańskich z gatunku tragedii zemsty. Wykazuje ona bardzo wiele charakterystycznych cech dramaturgii elżbietańskiej. Sztuka zawiera między innymi typowe motywy i wątki, jak zbrodnia, zemsta, szaleństwo prawdziwe lub udawane, teatr w teatrze, czy obecność widma. Z tego względu Kyd jest uważany za ojca-założyciela angielskiego dramatu epoki renesansu i baroku, obok Christophera Marlowe'a. Tragedia hiszpańska była obecna na scenach londyńskich przez długi czas, co było ewenementem, a jej teatralne życie przedłużyły poprawki Bena Jonsona. Wobec Kyda wysuwany jest często zarzut, że nie miał on większego talentu poetyckiego i daru psychologicznego pogłębienia charakteru postaci. Trzeba jednak podkreślić, że był mistrzem prowadzenia intrygi. Talent dramaturgiczny Kyda docenił T.S. Eliot W przedostatniej linijce Ziemi jałowej poeta robi aluzję do tragedii Kyda, pisząc, że Hieronimo jest znowu szalony.
Kyd przetłumaczył też sztukę Cornelia (1594) francuskiego dramaturga Roberta Garniera. Był również przynajmniej częściowo autorem tragedii domowej Arden of Feversham.
Thomas Kyd jest jednym z bohaterów powieści Anthony'ego Burgessa A Dead Man in Deptford (Śmierć w Deptford, 1993), znanej w Polsce z przekładu Oli i Wojciecha Kubińskich (1999). 